# NGC 3104
NGC 3104 je galaksija u zviježđu Malom lavu.

## Vanjske poveznice
- SEDS: NGC 3104